# 1993 KA2
1993 KA2 è un meteoroide che alle 20:38 UTC del 20 maggio 1993 transitò ad una distanza di quasi 150.000 km dalla superficie terrestre, equivalenti a 23,2 raggi terrestri dal centro del pianeta.
Alla data della scoperta divenne l'oggetto con il passaggio più radente alla superficie tra quelli censiti dall'MPC,, superando 1991 BA transitato il 18 gennaio 1991. Il 9 dicembre 1994 il primato gli fu strappato da 1994 XM1 che transitò più vicino alla Terra di quasi 40.000 km.
In paragone, i satelliti geostazionari orbitano a 5,6 raggi terrestri, i satelliti GPS a 3,17 raggi terrestri dal centro del pianeta e la distanza Terra-Luna è di oltre 50 raggi terrestri.
1993 KA2 è stato osservato 13 volte in due giorni finché non fu più possibile seguirlo oltre. Non vi sono immagini che ne attestino una pre-scoperta. Tuttavia la sua orbita fu calcolata con buona approssimazione.
1993 KA2 è stato stimato di solo 5 metri di diametro. Questo significa che sarebbe bruciato a causa della frizione atmosferica prima di un eventuale impatto al suolo. Gli oggetti con meno di 50 metri di diametro sono generalmente classificati come meteoroidi piuttosto che come asteroidi.